# رابرت ریکورد
رابرت ریکورد (حدود ۱۵۱۲–۱۵۵۸ میلادی) پزشک و ریاضی‌دان بریتانیایی است که به عنوان مخترع علامت مساوی ({\displaystyle =}) شناخته می‌شود. او همچنین علامت به اضافه ({\displaystyle +}) را نیز در سال ۱۵۵۷ معرفی کرده‌است.

## زندگی‌نامه
او در سال ۱۵۱۲ در شهر ولز در بریتانیا متولد شد. در سال ۱۵۲۵ وارد دانشگاه آکسفورد شد. در سال ۱۵۴۵ با اخذ مدرک پزشکی عمومی از دانشگاه کمبریج فارغ‌التحصیل شد.

## یادداشت
1. ↑  Johnston, Stephen (2004). "Recorde, Robert (c. 1512–1558)". Oxford Dictionary of National Biography. Oxford University Press. doi:10.1093/ref:odnb/23241. Retrieved 26 January 2012.